# أريسا أندو
أريسا أندو (باليابانية: 安藤 ありさ) مواليد 5 مارس 1961، هي مؤدية أصوات يابانية.

## الأدوار

### مسلسلات أنمي
- الرغيف العجيب
- سانشيرو
- سيف النار

## روابط خارجية
- أريسا أندو على موقع IMDb (الإنجليزية)
- أريسا أندو على موقع ألو سيني (الفرنسية)
- أريسا أندو على موقع ميوزك برينز (الإنجليزية)
- أريسا أندو على موقع قاعدة بيانات الفيلم (الإنجليزية)
- أريسا أندو على موقع كينوبويسك (الروسية)
- أريسا أندو على موقع ANN person (الإنجليزية)